# Aquilegia grata
Aquilegia grata Zimmeter es una especie de planta fanerógama de la familia Ranunculaceae.

## Descripción

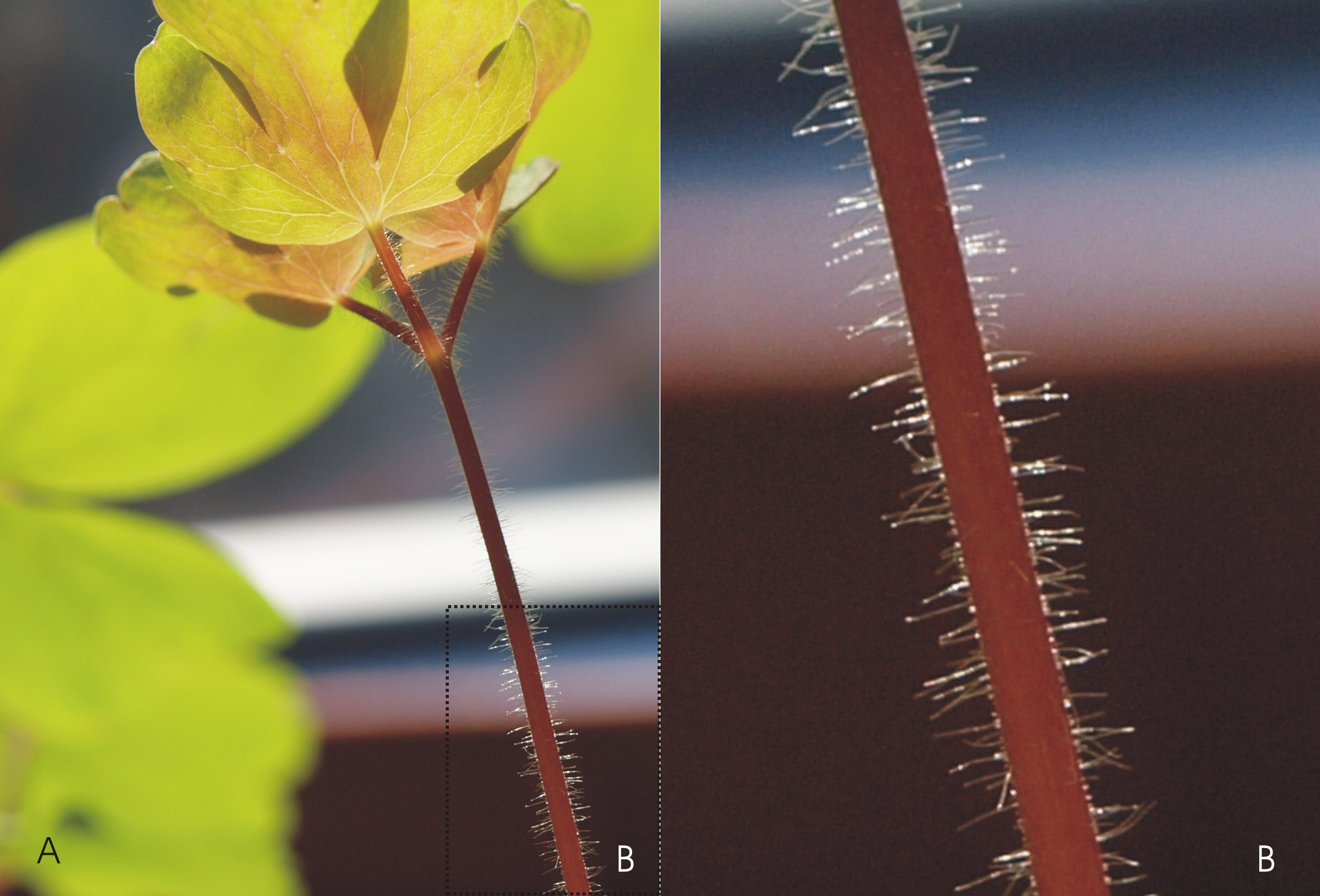
Peciolo con pelos glandulares

Es una planta herbácea perenne que alcanza los 15 a 30, raramente hasta 45 centímetros con ramas y delgados tallos peludos. El tallo vertical que crece desde el centro de la roseta de hojas sueltas es peludo, pegajoso, esponjoso (tricoma). Un rasgo característico es el pelo en las hojas y tallos de la planta. Tanto el anverso como el reverso de las hojas son de pelo fino. Las hojas son pinnadas y peludas en ambos lados. Las hojas basales se dividen en unos largos pecíolos y tallo de la hoja. La lámina de la hoja, de hasta 10 centímetros de largo, de las hojas basales es el doble de tres partes, y al igual que el tallo, las hojas son glandulares, verdes en la parte superior y plateadas en la parte inferior. Las hojas superiores del tallo son trifoliadas con secciones más lineales, también son densamente glandulares.
El período de floración se extiende de mayo a junio. Las inflorescencias en forma de racimo tienen de tres a cinco, ocasionalmente más flores en largos tallos de flores. Las flores en forma de campana inicialmente apoyadas, luego erguidas, las espuelas, son radialmente simétricas y con cinco pétalos con un diámetro de 3 a 5 centímetros. Los periantos son de color azul claro a violeta claro y se vuelven rojizas (rojo-violeta) cuando se marchitan. Los cinco pétalos, que son como pétalos, miden hasta 3 centímetros de largo y 1,1 centímetros de ancho. Las hojas nectarianas tienen hasta 3 centímetros de largo; el espolón es recto o ligeramente curvado en una longitud de 1.4 a 2 centímetros, al final engrosado como una cabeza y de color oscuro y significativamente más largo que las hojas de los nectarios. Los numerosos estambres son largos y se extienden 5 milímetros más allá de las hojas de los nectarios.
Las flores también pueden ser de color rojizo, morado o rojo. El color de los pétalos también puede ir del azul rojo-violeta al blanco en el extremo inferior. La primera variante es común en Orjen (Montenegro), la última en el área de distribución predominante (Bosnia oriental, Serbia occidental, Montenegro noroccidental). Los estambres de Aquilegia grata sobresalen claramente por encima de los pétalos.
Los cinco a diez folículos glandulares por flor contienen muchas semillas. Las semillas son oscuras y brillantes.

### Número de cromosomas
La diploidía está presente en Aquilegia grata y tiene un número de cromosomas de 2n = 14.

## Distribución
Es nativa de Serbia, Montenegro y Bosnia; aunque actualmente sólo se ha detectado desde la montaña Orjen en Montenegro. Está protegida como especie rara en su país de origen.

## Taxonomía
Aquilegia grata, fue descrita  por Maly ex Zimmeter y publicado en Verwandtsch. -Verh. Aquilegia 46, en el año 1875.
Etimología
Ver: Aquilegia
grata: epíteto latino que significa "agradable".